# Krokoit
Krokoit (Breithaupt, 1841), chemický vzorec PbCrO4, je jednoklonný minerál ze skupiny chromátů. Byl pojmenován podle řeckého κρόκος (čti krókos), což v překladu znamená šafrán. Rozmělněním krokoitu totiž získáme oranžovo žlutý prášek, který svou barvou skutečně připomíná šafránové koření. Tento minerál byl objeven v roce 1766 na ložisku Berezovský důl. Tato lokalita se nachází u Jekatěrinburgu ve Středím Urale. Je velmi toxický.

## Vznik
Je to sekundární minerál, tvořící se v alteračně-oxidačních partiích žil a ložisek bohatých na chrom a olovo. Nejčastěji jako produkt oxidace galenitu v prostředí bazických hornin.

## Vlastnosti
- Fyzikální vlastnosti: Tvrdost 2,5 – 3, hustota 5,9-6,1 g/cm³, štěpnost zřetelná na {110} nezřetelná na {001} a {100}, lom lastrunatý až nerovný.
- Optické vlastnosti: Barva je červená, červenooranžová, oranžová až žlutá, lesk skelný až diamantový, průhlednost: průhledný i průsvitný, vryp žlutavě oranžový.
- Chemické vlastnosti: Složení: Cr 16,09 %, Pb 64,11 %, O 19,80 %. Snadno se taví v přímém plameni a je rozpustný v silných kyselinách. Ochotně se rozpouští v teplé H2O.

## Využití
Krokoit v minulosti býval hlavní minerál pro zisk chromu. V současnosti je příliš vzácný na to, aby se takto používal a je velmi žádaným artiklem mezi sběrateli převážně pro svou jedinečnou barvu a dobře vyvinuté krystaly.

## Výskyt
- severní Dundas, Tasmánie, Austrálie (odtud pochází až 10 cm dlouhé krystaly)
- Montréal, Québec, Kanada
- Callenberg, Glauchau, Sasko, Německo (nové nálezy až 2 cm veliké krystaly)
- Brezno, Banskobystrický kraj, Slovensko

## Parageneze
Často se vyskytuje v asociaci s minerály jako jsou phoenicochroit, vauquelinit, embreyit, pyromorfit, dundasit, vanadinit, descloizit, wulfenit, cerusit, anglesit a křemen.